# Despina Khatun

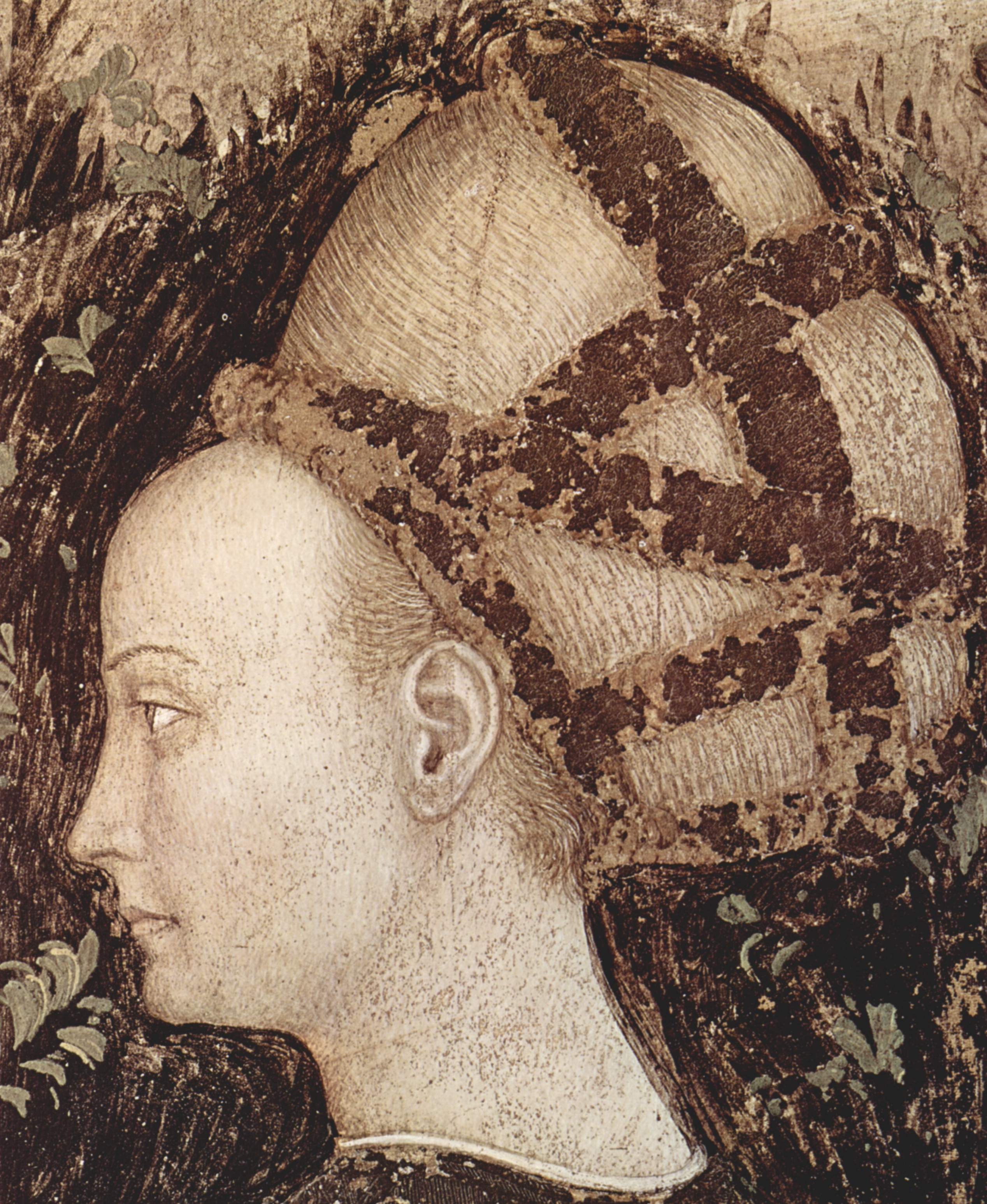
Theodora av Trapezunt på en fresk i kyrkan Sant'Anastasia, Verona.

Despina Khatun, född Theodora av Trapezunt i Kejsardömet Trabzon, död efter 1474, var en persisk "drottning" , gift 1458 med den persiske sultanen Uzun Hasan (regerande 1453-1478) och svärmor till Ismail I.  Hon blev berömd för sin skönhet och sitt inflytande och många sagor och legender har berättats om henne redan från hennes egen livstid. 